# John Sanford (Politiker, 1803)
John Sanford (* 3. Juni 1803 in Roxbury, Connecticut; † 4. Oktober 1857 in Amsterdam, New York) war ein US-amerikanischer Politiker. Zwischen 1841 und 1843 vertrat er den Bundesstaat New York im US-Repräsentantenhaus.

## Werdegang
John Sanford wurde Anfang des 19. Jahrhunderts in Roxbury geboren und wuchs dort auf. In dieser Zeit genoss er eine gute Schulbildung. 1821 zog er nach Amsterdam im Montgomery County. Sanford unterrichtete an Schulen in Amsterdam und später in Mayfield, wo er auch kaufmännischen Geschäften nachging. Er kehrte nach Amsterdam zurück und verfolgte bis 1840 weiter kaufmännische Geschäfte. Politisch gehörte er der Demokratischen Partei an.
Bei den Kongresswahlen des Jahres 1840 für den 27. Kongress wurde er im 15. Wahlbezirk von New York in das US-Repräsentantenhaus in Washington, D.C. gewählt, wo er am 4. März 1841 die Nachfolge von Peter Joseph Wagner antrat. Er schied nach dem 3. März 1843 aus dem Kongress aus.
Nach seiner Kongresszeit gründete er eine Teppichmanufaktur in New York, allerdings wurde die Fabrik 1849 durch einen Brand zerstört. Danach zog er sich aus dem aktiven Geschäftsleben zurück. Am 4. Oktober 1857 verstarb er in Amsterdam und wurde dann auf dem Green Hill Cemetery beigesetzt.

## Familie
Er war der Sohn von Sarah Curtis (1771–1856) und Stephen Sanford I. (1769–1848). Sein Bruder, Nehemiah Curtis Sanford (1792–1841), war der Vater von Henry Shelton Sanford (1823–1891), welcher US-Gesandter in Belgien war und die Stadt Sanford (Florida) gründete. John Sanford heiratete am 3. August 1822 Mary Slack (1803–1888), Tochter von Rachel Winche und John Slack, in deren Geburtsstadt Amsterdam. Das Paar hatte sechs gemeinsame Kinder, drei Töchter und drei Söhne:
- Sarah Caroline Sanford (1824–1871)
- Stephen Sanford (1826–1913), Kongressabgeordneter für New York
- Nelson Sanford (1828–1848)
- David Sanford (1830–1885)
- Aledah Sanford (* 1833)
- Harriette Sanford (* 1836)

Der Kongressabgeordnete John Sanford (1851–1939) war sein Enkel.